# Korrelcel

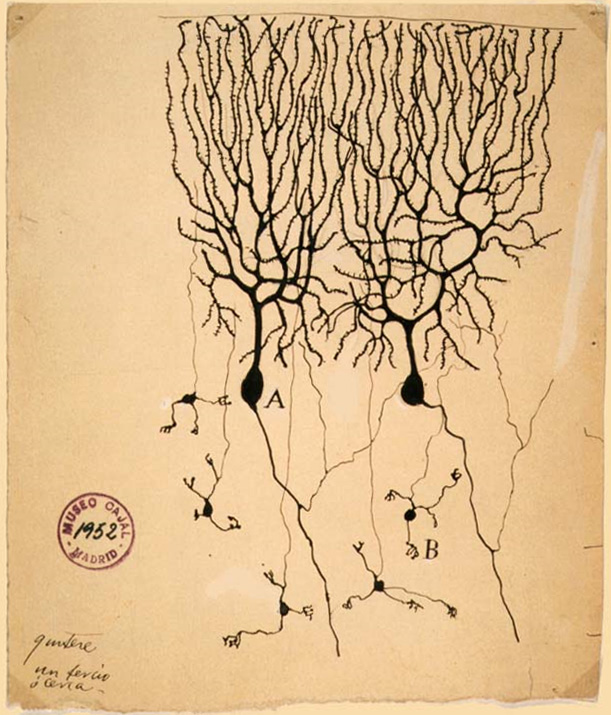
Tekening van purkinjecellen (A) en korrelcellen (B) van de kleine hersenen van een duif door Santiago Ramón y Cajal, 1899. Instituto Santiago Ramón y Cajal, Madrid, Spanje

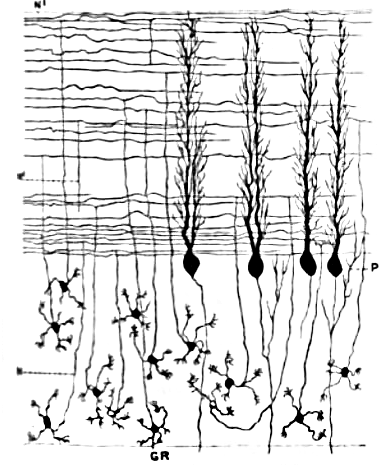
Korrelcellen, parallelle vezels en zuilvormige dendrietbomen van de purkinjecellen

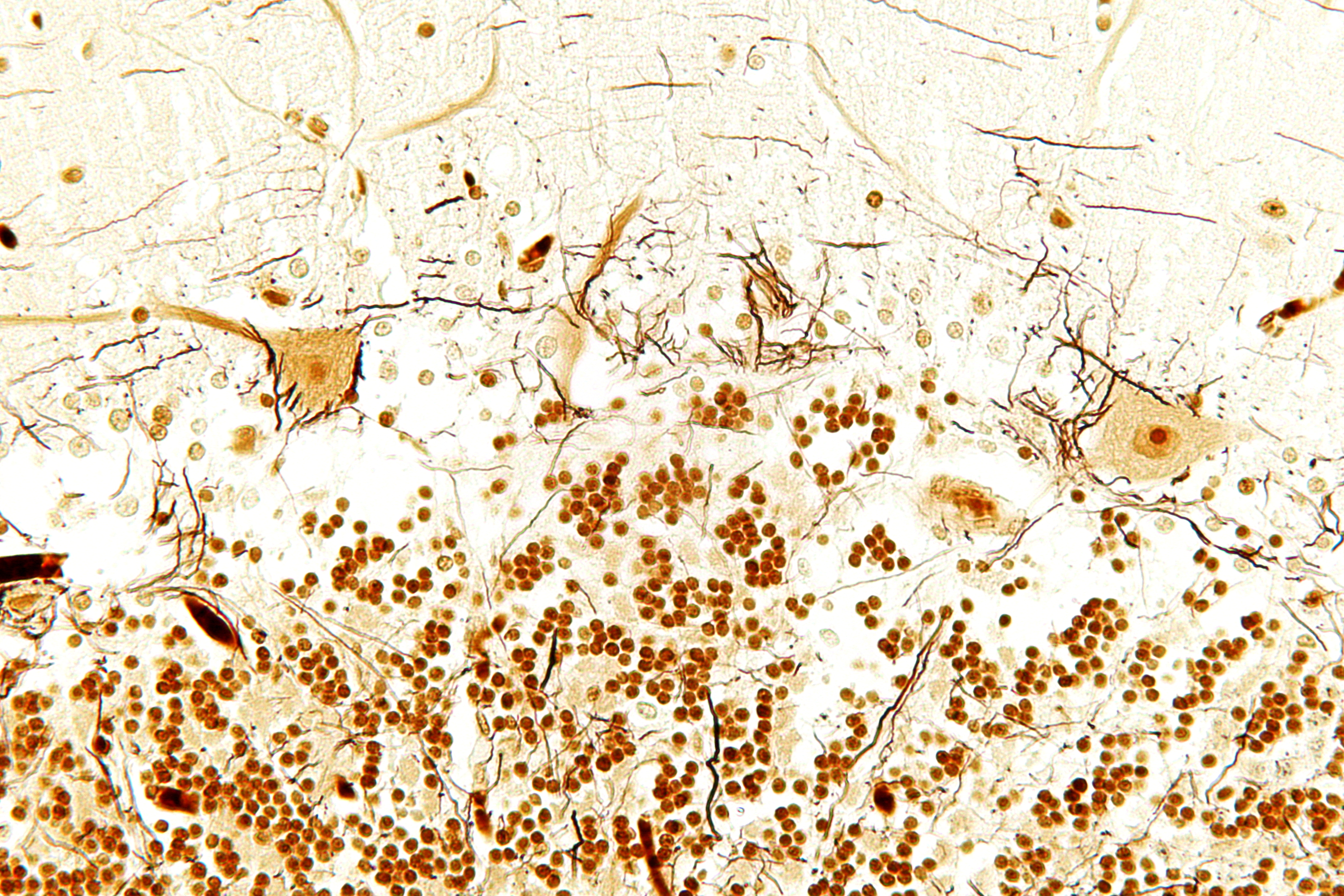
Korrelcellen van de kleine hersenen

De naam korrelcel (neuron granulare) wordt gebruikt voor een aantal verschillende soorten neuronen waarvan het enige gemeenschappelijke kenmerk is dat ze allemaal zeer kleine cellichamen hebben. Korrelcellen bevinden zich in de schors van de kleine hersenen (cortex cerebelli), de gyrus dentatus van de hippocampus, de nucleus cochlearis posterior, de bulbus olfactorius en de schors van de grote hersenen (cortex cerebri).
De meerderheid van alle neuronen in de menselijke hersenen zijn korrelcellen die zich bevinden in het cerebellum. Deze korrelcellen krijgen prikkels van de mosvezels afkomstig van de ponskernen. De uitlopers (axonen) van de korrelcellen van het cerebellum lopen via de purkinjelaag (stratum purkinjense) naar de moleculaire laag (stratum moleculare), waar ze vertakken in parallelle vezels die zich verspreiden door de dendrietbomen van de purkinjecellen. Deze parallelle vezels vormen duizenden stimulerende korrelcel–purkinjecelsynapsen op de intermediaire en apicale dendrieten van de purkinjecellen, met glutamaat als neurotransmitter.
In de reukkolf (bulbus olfactorius) komen tussen korrelcellen gap junctions voor, waardoor meerdere zenuwcellen aan elkaar kunnen worden gekoppeld en meerdere cellen synchroon kunnen werken.

## Kleine hersenen
De korrelcellen in de schors van de kleine hersenen vertegenwoordigen het grootste aantal van alle zenuwcellen in de hersenen van zoogdieren. Bij mensen zijn meer dan 50% van alle zenuwcellen korrelcellen. Ze liggen in de zogenaamde granulaire laag (stratum granulosum) van de schors van de kleine hersenen. Ze zijn rond en 5,9-9,5 µm groot. Elk van deze cellen heeft vier korte onvertakte dendrieten en elk stuurt een axon naar de moleculaire laag van de schors van de kleine hersenen. Daar vertakken de axonen van de korrelcellen zich en vormen ze zogenaamde parallelle vezels. Deze hebben een stimulerend effect op purkinjecellen door het vrijgeven van glutamaat. In de transmissie-elektronenmicroscoop worden deze korrelcellen gekenmerkt door een donker gekleurde kern omgeven door een dunne rand van cytoplasma.

## Grote hersenen
De korrelcellen van de schors van de grote hersenen treden op als remmende of stimulerende interneuronen. Meestal zijn de korrelcellen multipolaire neuronen met een apolaire oriëntatie, die in tegenstelling tot piramidecellen niet naar het hersenoppervlak zijn gericht. Het cellichaam van de korrelcellen is ongeveer 10 µm groot en daarmee aanzienlijk kleiner dan het cellichaam van de piramidecellen. Ze hebben relatief korte axonen. De dendrieten van bepaalde korrelcellen kunnen dendritische spines hebben, vooral die van lokaal stimulerende korrelcellen. De meeste korrelcellen in de schors van de grote hersenen zijn echter cellen zonder dendritische spines en treden op als remmende interneuronen, die GABA als neurotransmitter hebben.
De meerderheid van alle neuronen in de menselijke hersenen zijn korrelcellen die zich bevinden in het cerebellum. Deze korrelcellen krijgen prikkels van de mosvezels afkomstig van de ponskernen. De uitlopers (axonen) van de korrelcellen van het cerebellum lopen via de purkinjelaag (stratum purkinjense) naar de moleculaire laag (stratum moleculare), waar ze vertakken in parallelle vezels die zich verspreiden door de dendrietbomen van de purkinjecellen. Deze parallelle vezels vormen duizenden stimulerende korrelcel–purkinjecelsynapsen op de intermediaire en apicale dendrieten van de purkinjecellen, met glutamaat als neurotransmitter.

## Structuur
Korrelcellen in de verschillende hersengebieden zijn zowel functioneel als anatomisch verschillend: het enige dat ze gemeen hebben, is dat ze klein zijn. Zo maken korrelcellen in de bulbus olfactorius GABA aan en hebben zij geen axon, terwijl korrelcellen in de gyrus dentatus glutamaatvormende axonen hebben. Deze twee populaties van korrelcellen zijn ook de enige grote neuronale populaties die neurogenese bij volwassenen ondergaan, terwijl korrelcellen in het cerebellum en de schors van de grote hersenen dat niet doen.
Korrelcellen (behalve die van de bulbus olfactorius) hebben een typische structuur van een neuron bestaande uit dendrieten, een soma (cellichaam) en een axon.
- Dendrieten: Elke korrelcel heeft 3-4 stompe dendrieten die eindigen in een klauw. Elk van de dendrieten is slechts ongeveer 15 μm lang.
- Soma: Korrelcellen hebben allemaal een kleine somadiameter van ongeveer 10 μm.
- Axon: Elke korrelcel in de schors van de kleine hersenen stuurt een enkele axon naar de dendrietboom van een purkinjecel. Het axon heeft een extreem smalle diameter: ½ micrometer.
- Synaps: In de schors van de kleine hersenen synapteren 100-300.000 korrelcelaxonen op een enkele purkinjecel.

Door het bestaan van gap junctions tussen korrelcellen kunnen meerdere neuronen aan elkaar worden gekoppeld, waardoor meerdere cellen synchroon kunnen werken en signaleringsfuncties mogelijk zijn, die nodig zijn voor de ontwikkeling van korrelcellen.

### Gyrus dentatus
Het belangrijkste celtype van de gyrus dentatus is de korrelcel. Deze korrelcellen hebben een elliptisch cellichaam met een breedte van ongeveer 10 μm en een hoogte van 18 μm.
De korrelcellen in de gyrus dentatus hebben een karakteristieke kegelvormige boom met dendritische spines op de apicale dendrieten. De dendriettakken steken door de hele moleculaire laag (stratum moleculare) en de verste uiteinden van de dendrietboom eindigen alleen aan de sulcus hippocampalis of aan het ventriculaire oppervlak. De korrelcellen staan dicht bij elkaar in de korrelcellaag (stratum granulare) van de gyrus dentatus.

### Nucleus cochlearis posterior

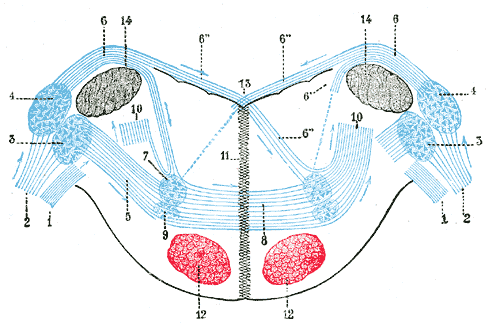
Nucleus cochlearis posterior is #4, linksboven

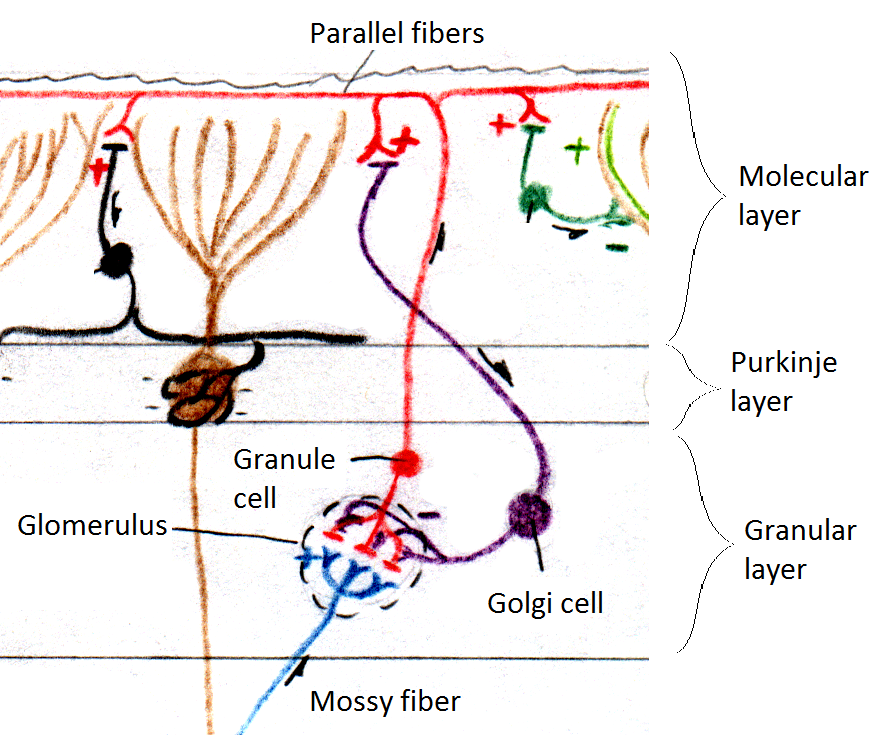
De glomerulus in de korrellaag van het cerebellum

De korrelcellen in de nucleus cochlearis posterior bestaan uit kleine neuronen met twee of drie korte dendrieten met enkele vertakkingen met verlengingen aan de uiteinden. De dendrieten zijn kort met klauwachtige uiteinden die glomeruli vormen voor de mosvezels, vergelijkbaar met korrelcellen van het cerebellum. Het axon steekt uit naar de moleculaire laag van de nucleus cochlearis posterior waar deze parallelle vezels vormt, ook vergelijkbaar met de korrelcellen van het cerebellum.
De korrelcellen van de nucleus cochlearis posterior zijn kleine stimulerende interneuronen die ontwikkelingsgerelateerd zijn en dus lijken op de korrelcellen van het cerebellum.

### Bulbus olfactorius
De korrelcel in de bulbus olfactorius van gewervelden mist een echt axon (net als het accessoire neuron). Elke cel heeft korte centrale dendrieten en een enkele lange apicale dendriet, die doorgaat tot in de korrelcellaag en de mijtercellaag binnengaat. De dendriettakken eindigen binnen de buitenste plexiforme laag tussen de dendrieten in de reukbaan. Terwijl de dorsale dendrietboom axodendritische contacten maakt, maken de dendriettakken van de ventrale pool 'dendrodendritische' contacten met mijtercellen. Als bijzonder kenmerk resulteert dit ook in 'wederzijdse synapsen', waarbij, naast het remmen door korrelceldendrieten van de mijterceldendrieten en omgekeerd, een synaptische link met een prikkelend effect op het dendritische gebied van de korrelcel wordt gevormd door een mijterceldendriet.
De korrelcellen in de bulbus olfactorius werken met GABA als neurotransmitter en vormen dus remmende (inhibitorische) synapsen. Hun dendrieten ontvangen prikkelende signalen van de axoncollateralen van de mijtercellen en ook van hun dendrieten. Remmende invloeden worden uitgeoefend door teruggaande centrifugale axonen uit secundaire reukgebieden van de reukhersenen.
In de bulbus olfactorius van zoogdieren kunnen korrelcellen zowel synaptische invoer als uitvoer verwerken vanwege de aanwezigheid van grote dendritische spines.

## Functie

### Neurale banen en netwerken van het cerebellum

Schematische weergave van de neurale verbindingen die bestaan tussen de verschillende soorten neuronen in de cortex cerebelli, waaronder de purkinjecellen, korrelcellen en interne neuronen. Banen en neurale netwerken in het cerebellum: (+) vertegenwoordigen versterkende synapsen, terwijl (-) verzwakkende synapsen vertegenwoordigen.

Korrelcellen van het cerebellum krijgen prikkels van 3 of 4 mosvezels afkomstig van de ponskernen. Mosvezels prikkelen de korrelcellen, waardoor de korrelcel een actiepotentiaal activeert.
Het axon van een korrelcel van het cerebellum splitst zich om een parallelle vezel te vormen die purkinjecellen innerveren. De overgrote meerderheid van axonsynapsen van korrelcellen wordt bij de parallelle vezels gevonden.
De parallelle vezels worden door de purkinjelaag naar de moleculaire laag geleid, waar ze vertakken en zich verspreiden door de dendrietbomen van de purkinjecellen. Deze parallelle vezels vormen duizenden stimulerende korrelcel-purkinjecelsynapsen op de dendrieten van de purkinjecellen. Deze verbinding is stimulerend aangezien glutamaat wordt vrijgegeven.
De parallelle vezels en de opwaartse axonsynapsen van dezelfde korrelcel geven synchroon impulsen af, wat resulteert in stimulatiesignalen. In de cortex cerebelli zijn verschillende remmende neuronen (interneurons) aanwezig. De enige stimulerende neuronen in de kleine hersenen zijn de korrelcellen.
Plasticiteit van de synaps tussen een parallelle vezel en een purkinjecel wordt verondersteld belangrijk te zijn voor het bewegingsleren.
De functie van cerebellaire netwerken is volledig afhankelijk van processen die worden uitgevoerd door de korrellaag. Daarom bepaalt de functie van korrelcellen de cerebellaire functie als geheel.

### Invloed van mosvezels op de cellen van het cerebellum
Korrelceldendrieten met synapsen met kenmerkende niet-gemyeliniseerde axonen werden door Santiago Ramón y Cajal fibras musgosas ( mosvezels) genoemd. Mosvezels en golgicellen maken beide synaptische verbindingen met korrelcellen. Samen vormen deze cellen de glomeruli.
Bij korrelcellen kunnen doorgaande signalen geremd worden (feed-forwardremming): korrelcellen stimuleren purkinjecellen, maar stimuleren ook GABA-producerende interneuronen die purkinjecellen remmen.
Korrelcellen zijn ook betrokken bij inhibitie van enzymen: Golgicellen ontvangen stimulerende prikkels van korrelcellen en sturen op hun beurt remmende signalen terug naar de korrelcellen.
Invoersignalen van de mosvezels worden bewaard tijdens neurotransmissie tussen korrelcellen, wat suggereert dat innervatie specifiek is voor de ontvangen invoer. Korrelcellen geven niet alleen signalen door van de mosvezels. Ze voeren ook verschillende, ingewikkelde transformaties uit die nodig zijn in het spatiotemporale domein.
Elke korrelcel ontvangt input van twee verschillende mosvezels. De invoer komt dus van twee verschillende plaatsen in tegenstelling tot de korrelcel die meerdere invoeren van dezelfde bron ontvangt.
De verschillen in mosvezels die signalen naar de korrelcellen sturen, hebben direct invloed op het soort informatie dat korrelcellen naar de purkinjecellen vertalen. De betrouwbaarheid van deze vertaling zal afhangen van de betrouwbaarheid van de synaptische activiteit in de korrelcellen en van de aard van de stimulus die wordt ontvangen. Het signaal dat een korrelcel ontvangt van een mosvezel hangt af van de functie van de mosvezel zelf. Daarom kunnen korrelcellen informatie van de verschillende mosvezels integreren en nieuwe activiteitspatronen genereren.

### Invoer van de klimvezels naar de korrelcellen van het cerebellum
Verschillende patronen van mosvezelinvoer zullen unieke activiteitspatronen in korrelcellen genereren die kunnen worden gewijzigd door een leersignaal dat wordt overgebracht door de invoer van de klimvezel (climbing fibre). De klimvezels zijn een reeks van neuronale projecties van de onderste olijfkern in de medulla oblongata. David Marr en James Albus suggereerden dat het cerebellum werkt als een adaptief filter en het motorische gedrag verandert op basis van de aard van de sensorische invoer.
Aangezien meerdere (~200.000) korrelcellen een contactplaats hebben op een enkele purkinjecel, kunnen de effecten van elke parallelle vezel worden gewijzigd als reactie op een 'leersignaal' van de klimvezelinvoer.

### Specifieke functies van verschillende korrelcellen

#### Cerebellum
Volgens David Marr coderen de korrelcellen voor combinaties van mosvezelinvoeren. Om de korrelcel te laten reageren, moet deze actieve invoer ontvangen van meerdere mosvezels. De combinatie van meerdere invoeren heeft tot gevolg dat het cerebellum nauwkeuriger onderscheid kan maken tussen invoerpatronen dan bij invoer van een enkele mosvezel mogelijk zou zijn.
De korrelcellen van het cerebellum spelen ook een rol bij het orkestreren van de tonische geleidingsvermogens die de slaap controleren, in combinatie met de omgevingsniveaus van GABA die in de hersenen worden aangetroffen.

#### Gyrus dentatus
Verlies van neuronen in de gyrus dentatus van de hippocampus leidt tot ruimtelijk geheugenverlies. Daarom wordt aangenomen dat korrelcellen van de gyrus dentatus functioneren bij de vorming van ruimtelijke herinneringen.
Onvolgroeide en volwassen korrelcellen in de gyrus dentatus hebben verschillende rollen in de geheugenfunctie. Van jonge volwassen korrelcellen wordt aangenomen dat ze betrokken zijn bij patroonscheiding, terwijl oude korrelcellen bijdragen aan een snelle patroonvoltooiing.

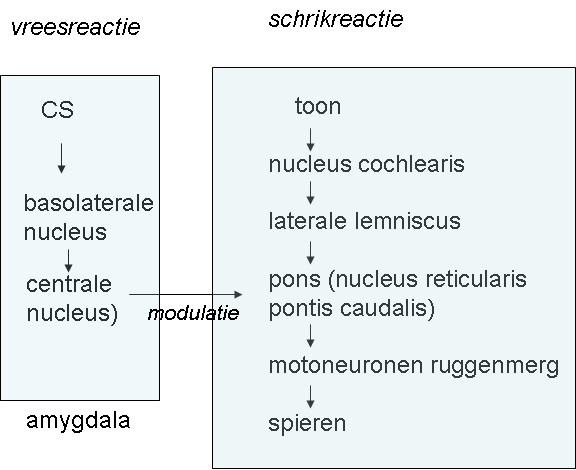
Neuraal circuit van de versterkte schrikreactie. Links: effect vreesreactie (CS= voorwaardelijke prikkel) op amygdala. Rechts: schrikreactie na harde toon

#### Nucleus cochlearis posterior
Piramidecellen van de primaire auditieve schors projecteren rechtstreeks op de nucleus cochlearis posterior. Dit is belangrijk voor de akoestische schrikreflex, waarin de piramidecellen de secundaire oriëntatiereflex moduleren en de korrelcelinvoer verantwoordelijk is voor de juiste oriëntatie. Dit komt omdat de signalen die worden ontvangen door de korrelcellen informatie bevatten over de positie van het hoofd. Korrelcellen in de nucleus cochlearis posterior spelen een rol bij de perceptie en reactie op geluiden in onze omgeving.

#### Bulbus olfactorius
Remming gegenereerd door korrelcellen, het meest voorkomende GABA-vormende celtype in de bulbus olfactorius, speelt een cruciale rol bij het vormen van de uitvoer van de bulbus olfactorius. Er zijn twee soorten stimulerende invoeren die worden ontvangen door GABA-vormende korrelcellen: invoeren die worden geactiveerd door een AMPA-receptor en invoeren die worden geactiveerd door een NMDA-receptor. Hierdoor kunnen de korrelcellen de verwerking van de sensorische invoer in de bulbus olfactorius regelen. De bulbus olfactorius verzendt geurinformatie van de neus naar de hersenen en is dus noodzakelijk voor een goede geurwaarneming. Korrelcellen in de bulbus olfactorius zijn ook belangrijk gebleken bij het vormen van herinneringen die verband houden met geuren.